# Mistrovství Asie ve fotbale 1984
Mistrovství Asie ve fotbale 1984 bylo osmé mistrovství pořádané fotbalovou asociací AFC. Vítězem se stala Saúdskoarabská fotbalová reprezentace.

## Kvalifikované týmy
Hlavní článek: Kvalifikace na Mistrovství Asie ve fotbale 1984
- Singapur (hostitel)
- Kuvajt (obhájce titulu)
- Čína
- Indie
- Írán
- Katar
- Jižní Korea
- Saúdská Arábie
- Sýrie
- SAE

## Základní skupiny

### Skupina A
| Tým            | B | Z | V | R | P | VG | IG | +/- |
| -------------- | - | - | - | - | - | -- | -- | --- |
| Saúdská Arábie | 6 | 4 | 2 | 2 | 0 | 4  | 2  | +2  |
| Kuvajt         | 5 | 4 | 2 | 1 | 1 | 4  | 2  | +2  |
| Katar          | 4 | 4 | 1 | 2 | 1 | 3  | 3  | 0   |
| Sýrie          | 3 | 4 | 1 | 1 | 2 | 3  | 5  | −2  |
| Jižní Korea    | 2 | 4 | 0 | 2 | 2 | 1  | 3  | −2  |

| 1. prosince 1984 21.00 |     |                 |                                          |
| Katar                  | 1:1 | Sýrie           | Národní stadion, Singapur diváci: 15 000 |
| Khalfan 6'             |     | Amber 46' (vl.) | Národní stadion, Singapur diváci: 15 000 |

| 2. prosince 1984 19.00 |     |                |                           |
| Jižní Korea            | 1:1 | Saúdská Arábie | Národní stadion, Singapur |
| Lee Tae-Ho 51'         |     | Abdullah 90'   | Národní stadion, Singapur |

| 3. prosince 1984 21.00 |     |       |                           |
| Kuvajt                 | 1:0 | Katar | Národní stadion, Singapur |
| Al-Rumaihi 50' (vl.)   |     |       | Národní stadion, Singapur |

| 4. prosince 1984 21.00 |     |                |                           |
| Sýrie                  | 0:1 | Saúdská Arábie | Národní stadion, Singapur |
|                        |     | Khalifa 71'    | Národní stadion, Singapur |

| 5. prosince 1984 19.00 |     |             |                           |
| Kuvajt                 | 0:0 | Jižní Korea | Národní stadion, Singapur |
|                        |     |             | Národní stadion, Singapur |

| 7. prosince 1984 21.00 |     |            |                           |
| Jižní Korea            | 0:1 | Sýrie      | Národní stadion, Singapur |
|                        |     | Hassan 13' | Národní stadion, Singapur |

| 8. prosince 1984 19.00 |     |           |                           |
| Saúdská Arábie         | 1:1 | Katar     | Národní stadion, Singapur |
| Al-Jawad 61'           |     | Zaeid 46' | Národní stadion, Singapur |

| 9. prosince 1984 19.00 |     |                                                          |                           |
| Sýrie                  | 1:3 | Kuvajt                                                   | Národní stadion, Singapur |
| Abu Al-Sel 6'          |     | Mahrous 71' (vl.) Al-Dakhil 78' Abdullah Al-Buloushi 83' | Národní stadion, Singapur |

| 10. prosince 1984 21.00 |     |             |                           |
| Katar                   | 1:0 | Jižní Korea | Národní stadion, Singapur |
| Salman 69'              |     |             | Národní stadion, Singapur |

| 11. prosince 1984 21.00 |     |        |                           |
| Saúdská Arábie          | 1:0 | Kuvajt | Národní stadion, Singapur |
| Al-Jam'an 90'           |     |        | Národní stadion, Singapur |

### Skupina B
| Tým      | B | Z | V | R | P | VG | IG | +/- |
| -------- | - | - | - | - | - | -- | -- | --- |
| Čína     | 6 | 4 | 3 | 0 | 1 | 10 | 2  | +8  |
| Írán     | 6 | 4 | 2 | 2 | 0 | 6  | 1  | +5  |
| SAE      | 4 | 4 | 2 | 0 | 2 | 3  | 8  | −5  |
| Singapur | 3 | 4 | 1 | 1 | 2 | 3  | 4  | −1  |
| Indie    | 1 | 4 | 0 | 1 | 3 | 0  | 7  | −7  |

| 1. prosince 1984 19.00                                     |     |     |                                          |
| Írán                                                       | 3:0 | SAE | Národní stadion, Singapur diváci: 15 000 |
| Alidousti 27' Shahrokh Bayani 85' (pen.) Mohammadkhani 87' |     |     | Národní stadion, Singapur diváci: 15 000 |

| 2. prosince 1984 21.00 |     |       |                           |
| Singapur               | 2:0 | Indie | Národní stadion, Singapur |
| Awab 38' Saad 70'      |     |       | Národní stadion, Singapur |

| 3. prosince 1984 19.00 |     |                                 |                                                                              |
| Čína                   | 0:2 | Írán                            | Národní stadion, Singapur diváci: 50 000 rozhodčí: George Courtney (England) |
|                        |     | Mohammadkhani 56' Arabshahi 67' | Národní stadion, Singapur diváci: 50 000 rozhodčí: George Courtney (England) |

| 4. prosince 1984 19.00     |     |       |                                                       |
| SAE                        | 2:0 | Indie | Národní stadion, Singapur rozhodčí: Abu Waheed (Oman) |
| Al-Talyani 81' Khamees 90' |     |       | Národní stadion, Singapur rozhodčí: Abu Waheed (Oman) |

| 5. prosince 1984 21.00        |     |          |                           |
| Čína                          | 2:0 | Singapur | Národní stadion, Singapur |
| Jia Xiuquan 22' Zhao Dayu 39' |     |          | Národní stadion, Singapur |

| 7. prosince 1984 19.00 |     |      |                                                                        |
| Indie                  | 0:0 | Írán | Národní stadion, Singapur diváci: 10 000 rozhodčí: Kiat Koo Kwan (MAS) |
|                        |     |      | Národní stadion, Singapur diváci: 10 000 rozhodčí: Kiat Koo Kwan (MAS) |

| 8. prosince 1984 21.00 |     |                 |                           |
| Singapur               | 0:1 | SAE             | Národní stadion, Singapur |
|                        |     | Abdulrahman 62' | Národní stadion, Singapur |

| 9. prosince 1984 21.00 |     |                                                 |                           |
| Indie                  | 0:3 | Čína                                            | Národní stadion, Singapur |
|                        |     | Lin Lefeng 12' Gu Guangming 59' Jia Xiuquan 79' | Národní stadion, Singapur |

| 10. prosince 1984 19.00    |     |          |                                          |
| Írán                       | 1:1 | Singapur | Národní stadion, Singapur diváci: 20 000 |
| Shahrokh Bayani 56' (pen.) |     | Saad 62' | Národní stadion, Singapur diváci: 20 000 |

| 11. prosince 1984 19.00 |     |                                                                                  |                                          |
| SAE                     | 0:5 | Čína                                                                             | Národní stadion, Singapur diváci: 15 000 |
|                         |     | Yang Zhaohui 12' Jia Xiuquan 21' Zuo Shusheng 34' Zhao Dayu 52' Gu Guangming 67' | Národní stadion, Singapur diváci: 15 000 |

## Play off

### Semifinále
| 13. prosince 1984       |              |                     |                                                                              |
| Saúdská Arábie          | 1:1 (prodl.) | Írán                | Národní stadion, Singapur diváci: 40 000 rozhodčí: George Courtney (England) |
| Shahin Bayani 88' (vl.) |              | Shahrokh Bayani 42' | Národní stadion, Singapur diváci: 40 000 rozhodčí: George Courtney (England) |

|                                                   |     | Penaltový rozstřel                                     |  |
| Abdullah Al-Jawad Nu'eimeh Al-Jam'an Al-Musaibeah | 5:4 | Hajiloo Mokhtarifar Derakhshan Panjali Shahrokh Bayani |  |

| 14. prosince 1984 |              |        |                           |
| Čína              | 1:0 (prodl.) | Kuvajt | Národní stadion, Singapur |
| Li Huayun 108'    |              |        | Národní stadion, Singapur |

### O 3. místo
| 16. prosince 1984 |              |              |                                          |
| Írán              | 1:1 (prodl.) | Kuvajt       | Národní stadion, Singapur diváci: 50 000 |
| Mohammadkhani 81' |              | Al-Hadad 21' | Národní stadion, Singapur diváci: 50 000 |

|                            |     | Penaltový rozstřel                           |  |
| Hajiloo ? Ahadi Derakhshan | 3:5 | Al-Dakhil Al-Suwayed W. Mubarak M. Mubarak ? |  |

### Finále
| 16. prosince 1984          |     |      |                                          |
| Saúdská Arábie             | 2:0 | Čína | Národní stadion, Singapur diváci: 40 000 |
| Al-Nafisa 10' Abdullah 47' |     |      | Národní stadion, Singapur diváci: 40 000 |